# Gerhard Fiolka
Gerhard Fiolka (* 1975) ist ein Schweizer Rechtswissenschaftler.

## Leben
Gerhard Fiolka studierte von 1994 bis 1998 Rechtswissenschaft an der Universität Freiburg im Üechtland. Nach der Promotion 2006 an der Universität Fribourg zum Dr. iur. bei Marcel Alexander Niggli ist er dort seit 2012 Professor für Internationales Strafrecht.

## Schriften (Auswahl)
- Das Rechtsgut. Strafgesetz versus Kriminalpolitik, dargestellt am Beispiel des Allgemeinen Teils des schweizerischen Strafgesetzbuches, des Strassenverkehrsgesetzes (SVG) und des Betäubungsmittelgesetzes (BetmG). Basel 2006, ISBN 3-7190-2607-8.
- mit Christof Riedo und Diego R. Gfeller (Hrsg.): Liber amicorum für Marcel Alexander Niggli. Von Lemuren, Igeln und anderen strafrechtlichen Themen. Basel 2010, ISBN 3-7190-2943-3.
- mit Christof Riedo und Marcel Alexander Niggli: Strafprozessrecht. Sowie Rechtshilfe in Strafsachen. Basel 2011, ISBN 3-7190-3018-0.
- mit Bertrand Perrin, Patricia Meylan, Marcel A. Niggli und Christof Riedo: Droit pénal et criminologie. Mélanges en l'honneur de Nicolas Queloz. Basel 2020, ISBN 3-7190-4309-6.